# Richard Willstätter
Richard Martin Willstätter (født 13. august 1872, død 3. august 1942) var en tysk organisk kemiker. Han modtog Nobelprisen i kemi i 1915 for sine studier af strukturen af plantepigmenter, inklusiv klorofyl. Willstätter opfandt desuden papirkromatografi uafhængigt af Mikhail Tsvet.
Fra 1905 til 1912 var han professor på ETH Zürich.
| Kemi | Spire Denne artikel om kemi er en spire som bør udbygges. Du er velkommen til at hjælpe Wikipedia ved at udvide den. |

1. ↑  Navnet er anført på engelsk og stammer fra Wikidata hvor navnet endnu ikke findes på dansk.
2. ↑  Navnet er anført på engelsk og stammer fra Wikidata hvor navnet endnu ikke findes på dansk.